# 中航浙江航空

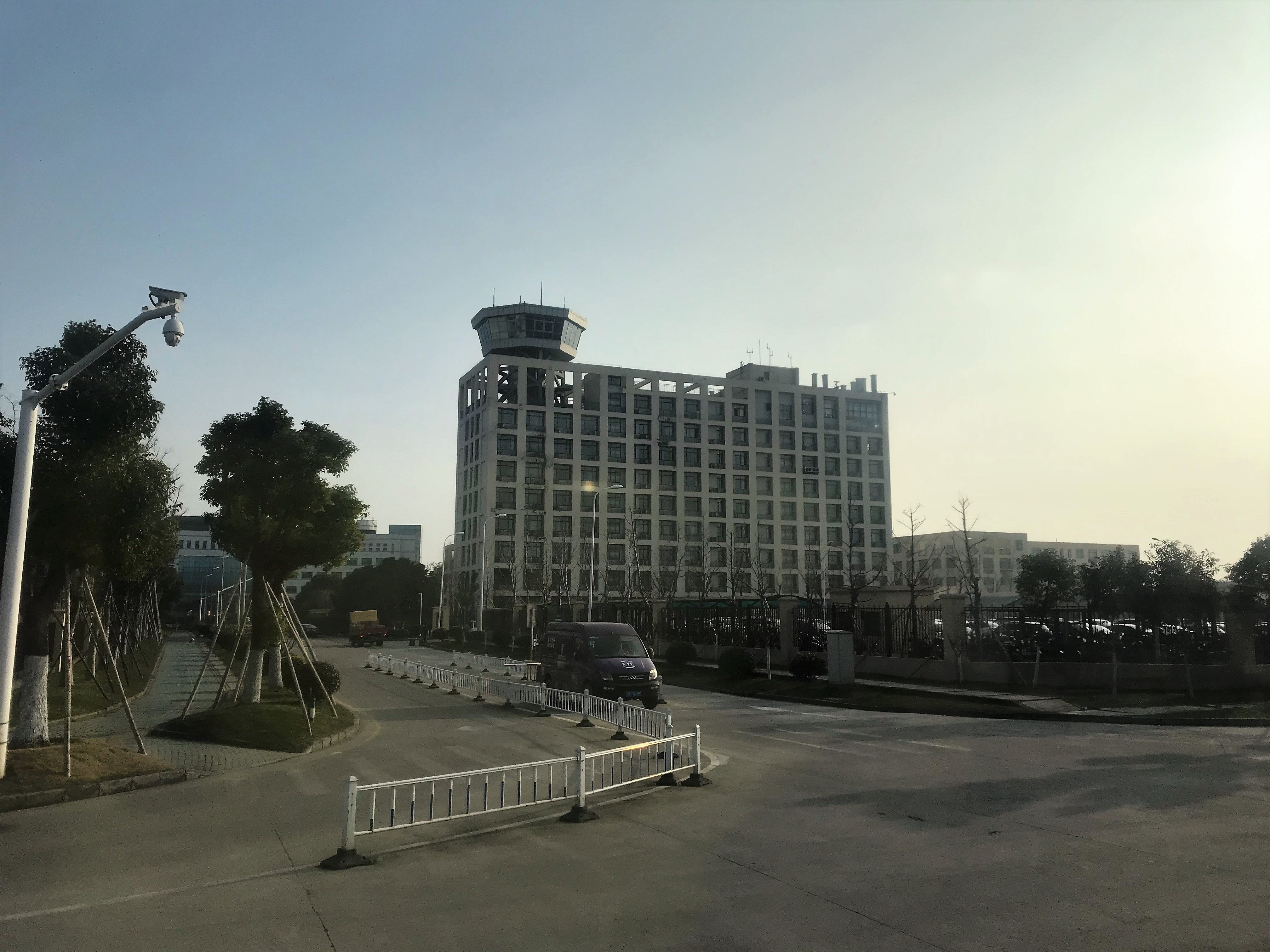
位于萧山区靖江街道的国航浙江总部（2020年）

中航浙江航空是一家設置於中華人民共和國的航空公司，于1986年7月4日由民航总局批准成立，原为浙江省人民政府与东方航空公司合营的地方航空运输企业，名为浙江航空。1989年7月，引进加拿大的冲8型飞机。1990年1月6日浙江省人民政府与民航总局达成协议，将浙江航空公司移交民航总局，民航总局委托中国东方航空公司管理。1996年8月30日，民航总局将浙江航空公司的债务移交中国航空股份有限公司并改名中航浙江航空公司，使用中航的“中”字标志，经营国内20余条航线。1998年完成运输总周转量5,635万吨公里，旅客运输量69万人，基地设在杭州笕桥机场。2004年并入中国国际航空，并更名为中国国际航空公司浙江分公司。

## 代碼
- ICAO航空公司代碼：CJG
- 呼号:ZHEJIANG

## 机型[1]
- 5架空客A320
- 3架空客A319
- 3架庞巴迪冲8
- 早期运营过图-154

## 事故
- 2000年2月22日，浙江航空公司一架龐巴迪Dash 8担当杭州飞往温州的F65576次航班在笕桥机场起飞15分钟、爬升至3300米后左侧发动机内部滑油泄漏，引起发动机失效自动停车。飞机随后紧急返回笕桥机场并安全降落。机上其中的15名乘客被随后被安排乘坐B-3352航班飞往温州，另有部分乘客次日乘坐空中客车航班继续前往温州[2][3]。
- 1993年11月8日，浙江航空公司一架龐巴迪Dash 8担当杭州飞往温州的航班，乘客王志華趁上洗手間的空檔，將要劫機的紙條遞給空服員，要求告知飛行員將飛機飛往臺灣，並且以報紙包裹電線和肥皂，佯稱是炸藥來脅迫。下午兩點四十四分，飛機降落在中正機場(現臺灣桃園國際機場)，而劫機者王志華由航警局交由桃園地檢署處理。被劫飛機在停留了兩小時二十六分後，於下午五點零九分返回福州。[4]